# Helios Klinik Blankenhain
Die Helios Klinik Blankenhain ist ein Akutkrankenhaus mit Sitz im thüringischen Blankenhain und regionalem (intermediärem) Versorgungsauftrag.

## Geschichte
Das Klinikum wurde im Jahr 1840 unter Großherzog Carl Friedrich von Sachsen-Weimar-Eisenach als "Thüringisches Landeshospital" gegründet. Kurzzeitig trug es zu Ehren des Landesherrn den Namen "Carl-Friedrich-Hospital. Der Standort des Hospitals wechselte mehrmals, zeitweise wurden beispielsweise Patienten im Schloss Blankenhain untergebracht. Im Jahr 1890 wurden je ein Männer- und ein Frauenpavillon mit jeweils 75 Betten errichtet. Der Ausbau wurde durch die Stadt Blankenhain finanziert.

### Zwischenkriegszeit
Im Jahr 1922 wurde die Klinik zur Thüringischen Landesheilanstalt Blankenhain. In dieser Zeit waren in dem Klinikum 118 Pflegekräfte beschäftigt. Direktor der Klinik war seit 1921 Hans Hellbach, der diesen Posten bis in die Zeit des Nationalsozialismus innehatte. Die Kosten der Versorgung von etwa 450 Patienten übernahm größtenteils die Wohlfahrt, wobei die Differenz zwischen aufgebrachten Aufwendungen und erstatteter Leistung an den Staat zurückfloss. Dieser Betrag lag im Jahr 1935 bei 150.000 Reichsmark. Hinzu kamen Erlöse aus einem angeschlossenen landwirtschaftlichen Betrieb. Aus den hauseigenen Etatmitteln wurden auch Forschungen zur sogenannten "Erbbiologische Bestandsaufnahme" erstattet, die das Landesamt für Rassewesen durchführte und später auch finanzierte.

### Zeit des Nationalsozialismus

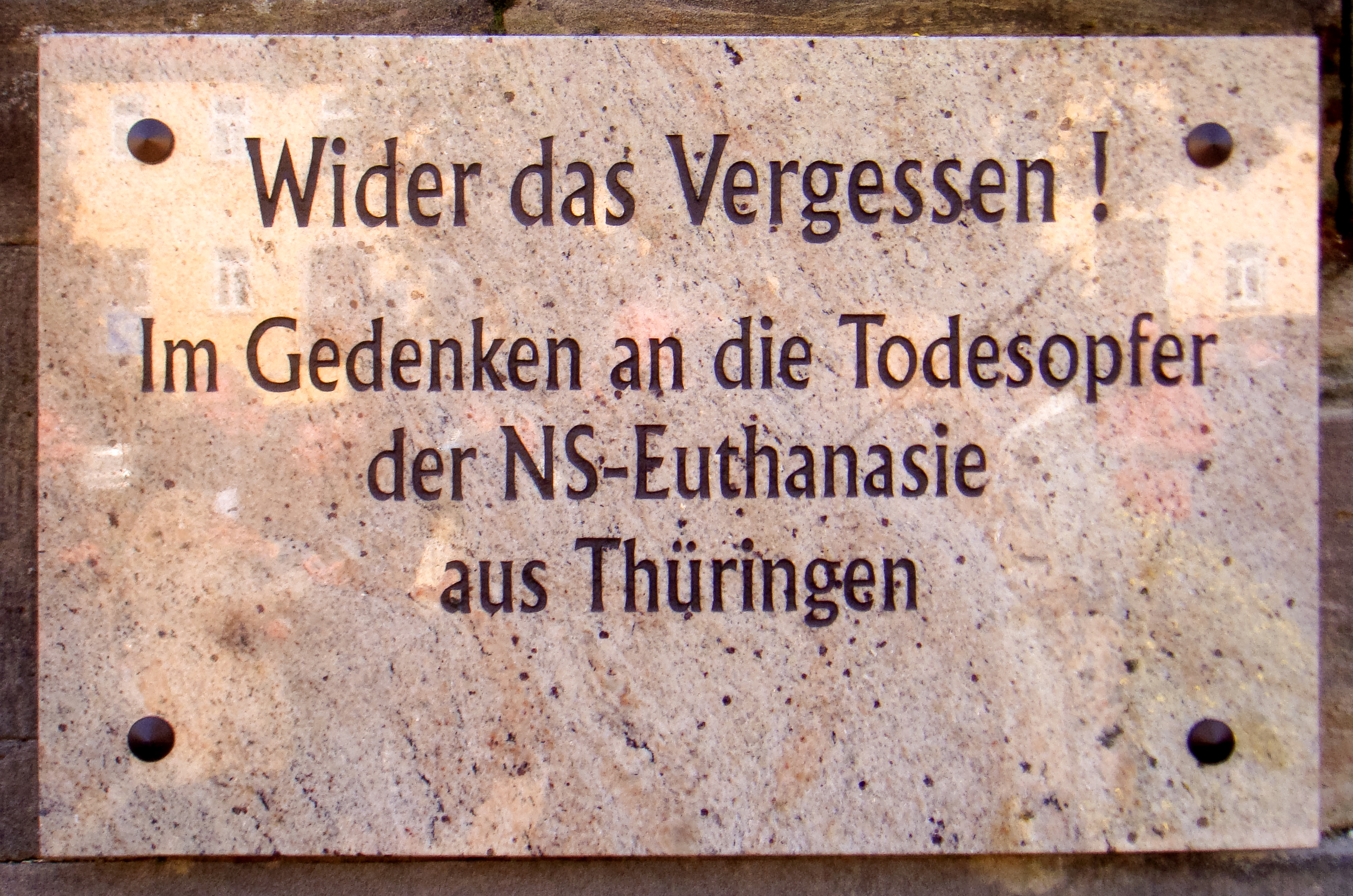
Gedenktafel der Euthanasie-Opfer in Blankenhain

In der NS-Zeit wurden die Gebäude als Erziehungsanstalt genutzt und waren auf 450 Patienten ausgelegt. Im Rahmen der sogenannten Aktion T4, also der planmäßigen Ermordung geistig behinderter Menschen wurden 228 Patienten im Zuge der Auflösung der psychiatrischen Abteilung der Landesheilanstalt Blankenhain nach Sachsen in die Zwischenanstalt Zschadraß verbracht und dort durch Gas ermordet. Ende März 1941 wurde die Thüringische Landesheilanstalt geschlossen.
Im November 2013 wurde eine Gedenktafel zum Angedenken an die Opfer der NS-Euthanasie eingeweiht.

### Weitere Nutzung

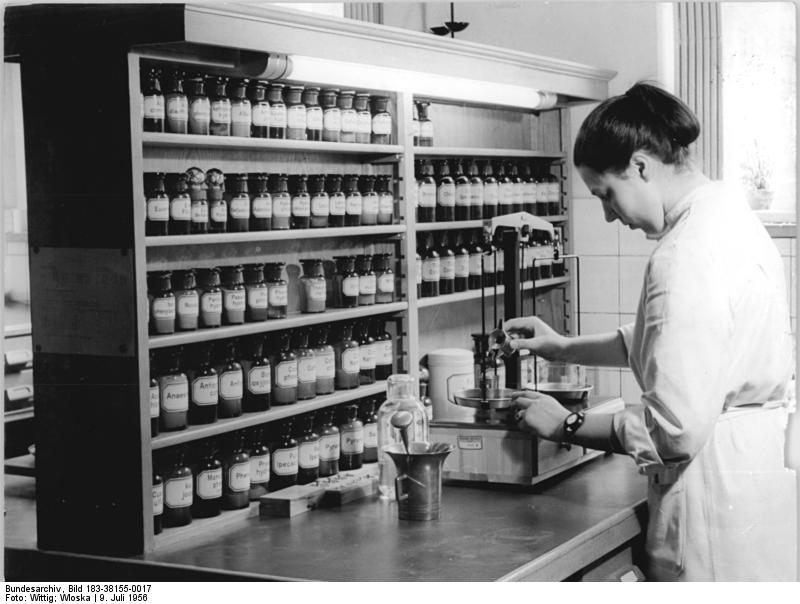
Herstellung von Tbc-Medikamenten für die Poliklinik Blankenhain

Ab 1945  wurden die Gebäude als Tuberkulosehospital genutzt und später als „Staatliche Krankenanstalt“ neu eröffnet. Das neue Klinikum verfügte neben der Tuberkuloseabteilung über eine Chirurgie mit Entbindungsstation, eine Innere Abteilung und eine Isolierstation. Von 1952 bis 1989 wurde das Krankenhaus als Poliklinik durch den Kreis Weimar betrieben. Die Präparate zur Behandlung der an Tbc erkrankten Menschen wurden von der Apotheke der Tbc-Heilstätte in Bad Berka hergestellt. Ende der 60er Jahre wurde die Tuberkuloseabteilung geschlossen, zudem wurde eine kinderpsychiatrische Abteilung eröffnet. Die Klinik verfügte von nun an über neun Fachbereiche und stellte den Beschäftigten eine hauseigene Kinderkrippe zur Verfügung

## Das Klinikum heute
Im Jahr 1997 kam das Haus zum Gesundheitskonzern Helios. Durch umfangreiche Umbaumaßnahmen wurde der Gebäudekomplex aus neun einzelnen Pavillons zeitgemäß verändert. Es entstand ein Bettenhaus mit vier Stationen und alle medizinischen  und technischen Bereiche wurden in einem Haus zusammengefasst. Im Jahr 2001 wurde eine Privatklinik mit zehn Betten in sieben Zimmern eingerichtet, davon eines ein Appartement. 2008 wurde der OP-Trakt inklusive Aufwachraum und Intensivstation neu gebaut.
Derzeit sind der Helios Klinik Blankenhain drei Medizinische Versorgungszentren in Jena, Weimar und Blankenhain selbst zugeordnet.
Die Helios Klinik Blankenhain hat 153 Planbetten. Es ist damit einer der größten Arbeitgeber der Stadt Blankenhain.

### Kliniken und Fachbereiche
Die Klinik unterhält mehrere Fachbereiche.
- Allgemein- und Viszeralchirurgie
- Anästhesie / Intensivmedizin
- Innere Medizin
- Orthopädie / Unfallchirurgie
- Urologie
- Palliativmedizin

### Medizinische Bereiche
Das Klinikum unterhält weitere sechs medizinische Bereiche.
- Funktionsdiagnostik
- Labor
- Schlafmedizinisches Zentrum
- Physikalische Therapie
- Röntgendiagnostik

### Einrichtungen und Einmieter
- weitere klinische Einrichtungen: Rezeption, Zentrale Notaufnahme mit Schockraum
- Patienten- und Besucherservice: Cafeteria, Lobby, Parkanlage

## Bekannte Ärzte
- Hinrich Bitter-Suermann (* 1940)